# Nave-faro

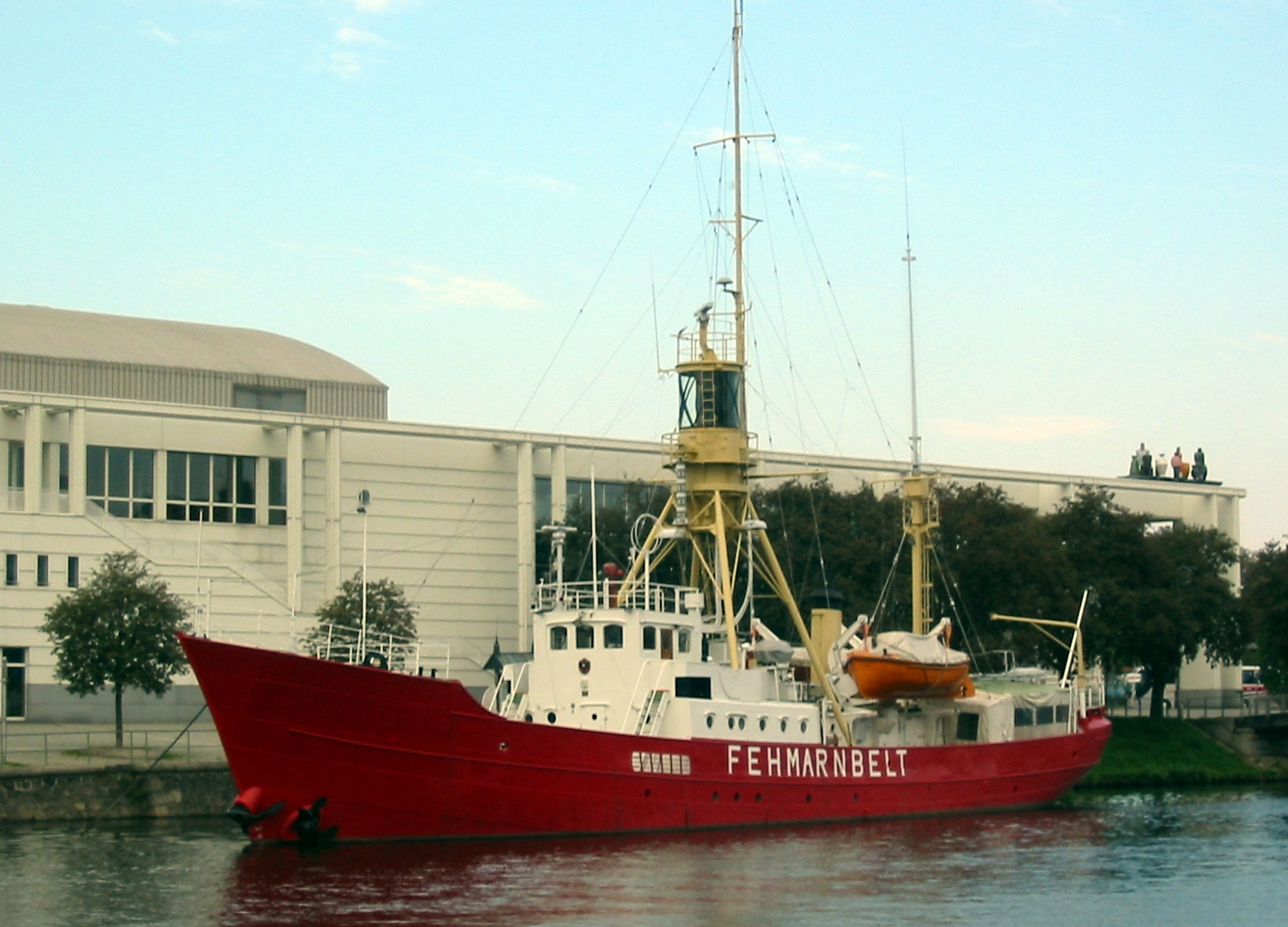
la nave-faro Fehmarnbelt, oggi una nave-museo a Lubecca

Una nave-faro è una nave che ha la funzione di faro. Imbarcazioni di questo tipo vengono utilizzate in acque troppo profonde per la costruzione di un faro vero. Sebbene ci sia memoria di fuochi di segnalazione accesi sulle navi già dall'epoca romana, la prima nave-faro moderna fu posta presso il banco di sabbia Nore alla foce del Tamigi, in Inghilterra, dall'inventore Robert Hamblin nel 1732. Questo tipo di nave riconoscibili dal colore rosso dello scafo è oggi considerato obsoleto, molte vecchie imbarcazioni sono state sostituite, con l'avanzare della tecnica, da veri fari o grandi boe automatiche.
È possibile distinguere tra;
- i battelli-faro: sono costituiti da uno scafo sul quale è montato un apparato luminoso di grande potenza. Sono in genere forniti di un minimo di equipaggio e sono ancorati in acque relativamente basse in punti particolari per la navigazione, ma dove è impossibile costruire un faro;
- i battelli-fanale: simili al battello-faro, ma con un apparato luminoso di portata più limitata, in genere sono senza equipaggio e segnalano pericoli al largo della costa.